# 태종 (조선)
태종(太宗, 1367년 6월 21일(음력 5월 16일) ~ 1422년 6월 8일(음력 5월 10일))은 조선의 제3대 국왕(재위 : 1400년 11월 28일 ~ 1418년 9월 9일)이자 태조 이성계의 다섯째 아들이다.
성은 이(李), 휘는 방원(芳遠), 본관은 전주(全州), 자는 유덕(遺德)이다.
조선을 건국한 태조 이성계와 정부인 신의왕후 한씨의 다섯째 아들이며, 이성계를 도와 조선 건국에 공을 세웠다. 왕자 시절 받은 작호는 정안군(靖安君), 정안공(靖安公)이다. 이후 두차례의 왕자의 난을 통해 정적을 제거하고 권력을 잡았으며, 동복형 정종의 양위를 받아 즉위하였다.
왕위에 올라 공신들을 축출하고, 사병을 혁파하였으며 호패법과 6조 직계제를 실시하였다. 자신의 처가와 사돈 등을 비롯한 왕실의 외척을 숙청하여 왕권을 강화하였다.

## 생애

### 생애 초반

#### 출생과 가계
1367년(공민왕 16년) 6월 13일(음력 5월 16일) 고려 함흥부 귀주(歸州)에서 이성계와 부인 한씨의 다섯째 아들로 태어났다. 이성계의 아들들이 대개 무인으로 성장했지만 이방원은 어릴 때부터 무예나 격구보다는 학문을 더 좋아했다고 한다. 운곡 원천석이 태종의 잠저 시절 스승 중 한 명이였다.
1382년(우왕 9년) 진사시(進士試)에 합격하였고 1383년(우왕 10년) 문과에 병과 7등으로 급제하였는데 급제하였을 당시, 아버지 이성계와 어머니 한씨 부인이 매우 기뻐하였다.
1388년(우왕 15년) 위화도 회군 당시 가솔들과 함께 동북면으로 피신했으며, 명나라에 파견되는 정조사의 서장관으로 이색을 따라 북경에 다녀온 이후, 아버지를 도와 고려 왕조 유지 세력을 제거하였다. 특히 부하인 조영무와 함께 정몽주 제거 계획을 세운다.
1390년(공양왕 2년), 밀직사대언(密直司代言)에 임명되었고, 1391년 어머니 한씨가 사망하자 개성군 상도리에 장사하고 시묘살이를 하였다. 그러나 정몽주 일파가 이성계를 제거할 계획을 꾸미자 경처 강씨(신덕왕후)는 여묘살이를 중단시키고 해주로 건너가 이방원을 개경으로 불러내었다.

### 역성 혁명 활동

#### 정몽주와 온건개혁파 제거

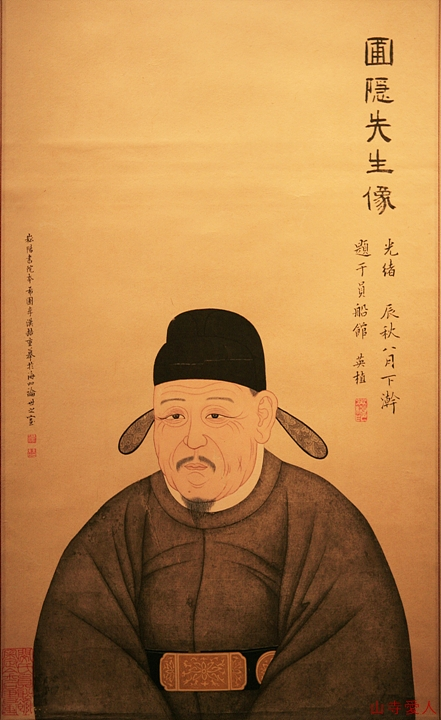
포은 정몽주 (1337-1392)
----역성혁명과 개혁방법의 차이로 인해 이방원에게 암살되었다.

1392년(공양왕 4년) 3월, 아버지 이성계가 황주에서 사냥을 하다가 말에서 굴러 떨어져 부상을 당했다. 이성계는 병을 핑계로 은신했는데, 어머니 신의왕후 한씨의 상으로 경기도 영평에서 시묘살이 중이던 이방원은 계모 신덕왕후 강씨의 급한 부름으로 개경의 집으로 되돌아왔다.
정몽주는 이성계의 낙마 사건을 계기로 이성계 세력을 축출하고 그간의 개혁 법령을 폐지하려는 계획을 세운다. 정몽주는 이성계의 병문안을 빌미로 이성계의 가택을 방문하는 등 치밀함을 보인다. 이방원은 아버지 이성계에게 정몽주를 제거할 것을 권고하였으나 이성계는 신의를 지키겠다는 마음으로 반대하였다.
이성계는 이방원에게 이왕이면 정몽주를 설득하여 자기 세력으로 끌일 것을 당부했다. 이에 이방원은 정몽주를 자택으로 부르자 정몽주는 정세를 엿보러 이성계의 병문안을 핑계로 방문했다. 이후 이방원은 마지막으로 정몽주의 마음을 돌리기 위해 자택으로 불러들여 마주앉아 시조 한 수를 읊었다. 이때 정몽주와 이방원이 주고 받은 시조가 바로 『청구영언』과 『가곡원류』, 『병와가곡집(甁窩歌曲集)』, 『해동가요』, 『시가』(詩歌) 등에 실려 있는 《단심가》(丹心歌)와 《하여가》(何如歌)이다.
| “ | 此亦何如彼亦何如 이런들 어떠하리 저런들 어떠하리 城隍堂後垣頹落亦何如 만수산 드렁칡이 얽혀진들 어떠하리 我輩若此爲不死亦何如 우리도 이같이 얽혀 백 년까지 누리리라 | ” |
|   | — 이방원, 〈하여가〉 |   |

《하여가》라는 제목의 이 시조는 망하기 일보 직전인 고려 왕실을 붙들려 하지 말고, 서로 사이좋게 지내 새로운 왕조를 창업하는 일에 동참하는 것이 어떠하겠느냐는 내용이었다. 
정몽주는 이에 《단심가》로 그의 요청을 거부하였다.
| “ | 此身死了死了一百番更死了 이 몸이 죽고 죽어 일백 번 고쳐 죽어 白骨爲塵土魂魄有無也 백골이 진토되어 넋이라도 있고 없고 鄕主一片丹心寧有改理歟 임 향한 일편단심이야 가실 줄이 있으랴 | ” |
|   | — 정몽주, 〈단심가〉 |   |

결국 정몽주는 결코 회유할 수 없는 인물이라고 결론을 내린 이방원은 무사를 보내 제거할 것을 지시하였고, 결국 선죽교에서 정몽주를 타살하였다. 정몽주가 죽은 후에 이 자리에서 대나무가 솟았다고 하여 선죽교라 부르게 되었다. 이어 그는 이색과 그의 두 아들 및 그의 제자인 이숭인, 길재 등을 축출하여 반대파를 제거했다.
그러나 훗날 방원은 1398년 정도전을 숙청한 뒤에 정몽주를 충절(忠節)의 상징으로 현창시켜 익양부원군에 추증하고 영의정부사를 추서했다. 이는 삼봉 정도전을 깎아내리기 위한 의도적인 행동이기도 했다는 일부 평가도 있다.

#### 조선 개국
정몽주 등을 제거함으로써 이성계를 중심으로 한 신진 세력의 기반을 굳건하게 하여 새로운 왕조인 조선을 세우는 데 큰 공을 세웠다. 1392년 이성계가 태조로 등극함에 따라 이방원은 정안군(靖安君)에 봉해졌다.
원래 장자로 왕세자를 세워야 하는 것이 원칙이나, 조선 개국의 중요한 논리 중 하나였던 우창비왕설에 연관된 태조의 장남인 진안대군 방우를 제치고, 신하들은 나이와 공로를 감안해 신의왕후 소생 실질적 장남 영안군 이방과 또는 이방원을 세자로 세우라고 주청을 올렸다. 개국의 공로를 따지면 이방원이 태조의 아들 중 가장 많은 공을 세웠으나, 당시 "왕권(王權)보다 신권(臣權)으로 나라를 다스려야 국정이 안정된다"라는 신권을 주창하던 정도전은 이방원이 왕위에 오르면 신권을 주장하는 자기들을 제거할까 봐 두려워 결국 왕세자로 태조의 막내아들이자 계비 신덕왕후 강씨 소생인 의안대군 방석을 선택하였다.
1394년 그는 전직 몽골 관료였으며 조선의 외교관이었던 조반 등을 따라 연경과 남경을 방문하여 주원장을 대면하였고, 후의 영락제와도 만났다.

### 왕자의 난

#### 제1차 왕자의 난

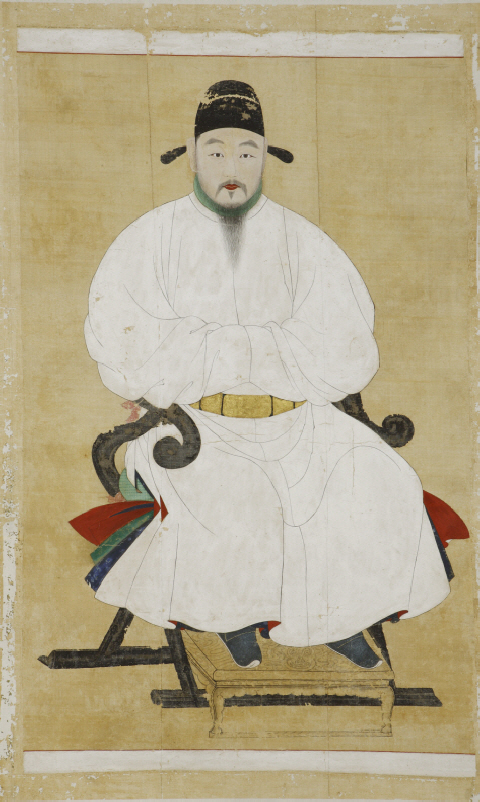
완산부원군 이천우 (1354-1417)
----태조 이성계의 형인 이원계의 아들이자 이방원의 사촌 형으로 이방원을 지지하였다.

세자 자리를 두고 신덕왕후 강씨 소생의 의안대군 방석이 세자로 책봉되자 정비인 신의왕후 한씨 소생의 왕자들은 이에 크게 불만을 나타냈으며 그것은 누구보다 조선 개국에 공이 컸던 이방원도 마찬가지였다. 태조는 개국 이후 군권분장정책을 통해 영안군 이방과, 정안군 이방원, 무안군 이방번, 세자의 매제 흥안군 등에게 절제사 직임을 수여해 군권을 분할했으며, 이것은 종친의 정치 참여를 금지하는 원칙에 위배되고 군권을 국왕의 통제 아래에 놓는 일원적 지배 체제에 위배되었으므로, 개국 초부터 태조의 지시 아래 정도전은 사병 혁파를 추진하고 있었다. 이에 반발한 이방원은 1398년에 부왕 태조가 와병 중임을 틈타 아내 민씨의 후원과 이숙번·하륜·조영무 등 사병 혁파 반대 세력, 이화·사촌 이천우·처남 민무구·민무질 등 종친, 외척과 결탁해 제1차 왕자의 난을 일으켜 정도전·남은·심효생 등의 개국공신들과 이복 동생인 무안대군 방번·세자 방석 등을 살해하고 정권을 장악하였다. 이 일이 있은 후 얼마 안 가 태조는 권력에 대한 회의를 느끼고 영안군 방과에게 보위를 물려주고 함흥으로 떠났다. 왕위를 물려받은 태조의 둘째 아들 방과가 바로 조선의 제2대 국왕 정종이다. 이때 아버지 이성계의 서형인 이원계의 아들들이 그를 지지하고 정안군 이방원이 국정을 장악한다.

#### 제2차 왕자의 난
하지만 형제들 간에 다시 한번 분란이 발생하는데, 이방원의 넷째 형인 회안대군 방간이 박포의 꼬드김에 넘어가 왕위에 오를 목적으로 1400년에 제2차 왕자의 난을 일으켰다. 이때에도 이화·이천우 등이 그를 도왔고, 상대적으로 우수한 장수들과 병사들을 가지고 있던 이방원은 쉽게 이 난을 진압하고 왕위에 한 걸음 더 다가가게 되었다. 이후 박포 등을 처형하고 회안대군 부자를 황해도 토산으로 귀양보냈다. 이때에도 회안대군을 죽여야 된다는 여론이 나왔으나 그를 유배시키는 선에서 불문에 부쳤다.
그해 음력 2월에 정종으로부터 왕세자로 책봉되었고, 책봉된 지 9개월 만에 정종의 양위를 받아 즉위하였다. 이후 1401년 음력 6월 12일, 명나라로부터 권지고려국사가 아닌 조선 국왕으로 책봉받았다.

### 치세

#### 사병 혁파와 법령 개정

태종의 어필

태종은 조선 초기의 혼란을 종식시키기 위해 관제 개혁을 통한 왕권 강화와 유교 정치에 온 힘을 쏟았다. 사병을 혁파하여 병권을 일원화하고, 중앙 제도와 지방 제도를 새로히 정비하여 고려의 잔재를 완전히 없애고, 의흥부(義興府)를 폐지하여 병조의 지휘권을 확정하는 등 군사 제도를 정비하여 국방력을 강화했다. 토지 제도와 조세 제도의 정비를 통하여 국가의 재정을 안정시켜 나갔다. 척불숭유 정책을 더욱 강화하여 사찰을 정리하고 사원전을 몰수하였다. 또한 호패법·서얼금고법(庶孼禁錮法)을 실시했으며, 국방에도 힘써 야인을 다스리는 등 국가 기강을 안정시켰다. 사병 혁파로 고려 이래 각 지역의 실권자들이 개인적으로 거느리는 사병 조직은 사라졌으며, 이들은 농부가 되거나 군역에 편입되었다.

#### 관제 개정과 신문고 설치
태종 대에는 모두 4차례에 걸쳐 관제 개혁이 시행되었다. 태조 대 정도전이 설정한 제도 방향성을 권근과 하륜 등이 수정하여 국왕-의정부-육조-언관 체제가 이 시기 자리잡았다. 태종 14년 6조 직계제를 통해 의정부와 6조의 관료들이 왕에게 직속되어 정무를 다스리도록 하였다. 그가 이렇게 관료들을 잘 제어할 수 있었던 것은 그가 고려 말기에 10년간 과거에 급제하여 관리로 지냈던 적이 있었기에, 관료들이 어떤 말을 하고 무슨 행동을 하는지 잘 알았기 때문이다.
태종은 1402년(태종 2년) 백성의 억울한 사정을 듣고 또 정적을 색출하기 위해 신문고를 설치하고 수도를 한양으로 다시 옮기는 등 국가 전반에 걸쳐 대대적인 개혁을 단행했다. 주자소를 세워 동활자를 제작했고, 호포(戶布)를 폐지하고 저화(楮貨)를 발행했다.

#### 공신 숙청
태종은 왕권의 안정과 강화를 위해 자신을 등극하게 만들어준 공신들을 유배보내거나 처형했다. 이러한 태종의 노력이 바탕이 되어 당대와 다음인 세종 때에는 조선이 정치적 안정과 문화적·군사적 발전을 이루게 될 수 있었다. 태종은 먼저 개국공신이자 자신의 옹립에 공을 세운 이거이 부자를 유배보내고, 공신이자 오른팔이었던 안성부원군(安城府院君) 이숙번(李叔蕃)을 유배보낸 뒤 '사후 백여년간 도성출입을 금지'하라는 금족령을 내렸다.
원경왕후의 아버지이며 태종의 장인 민제는 개국 공신이었고, 그의 네명의 처남 민무구와 민무질, 민무휼과 민무회 등은 모두 제1차, 제2차 왕자의 난 당시 태종을 도와 그를 왕위에 오르게 한 인물들이었다. 장인 민제의 가문이 외척으로 성장하면서 이들이 세자인 양녕대군을 지지하고, 그들 주변에 인물들이 결집하자 장인과 처남들을 과감하게 제거한다. 장인 민제는 곧 병사했고, 장인의 죽음과 동시에 민무구와 민무질 형제를 유배했다가 사사케 하고, 이후 민무휼과 민무회도 사형에 처했다. 그의 처가는 몰락하게 되었다.
1405년 태종은 권근의 주청을 받아들여 정몽주에게 대광보국숭록대부 영의정부사 수문전대제학 감예문춘추관사 익양부원군을 추증했다. 본인이 제거한 사람을 영의정에 추증함으로써 자신의 포용력을 대외에 과시하려는 의도였다.

#### 서적 간행
1403년 태종은 주자소의 설치를 명하여 계미자(癸未字) 활판을 제작하게 했으며 직접 이를 감독했다. 1404년 2월에는 말에서 떨어지는 사고가 있었으나 이 사실을 사관에게 기록하지 말것을 명령한 사실까지 실록에 기록되었다.
1413년에는 즉위 이후에 추진한 일을 총괄하여 '경제육전'으로 재편찬하였고, 원집상절(元集詳節)과 속집상절 (續集詳節) 2권을 간행하였다. 1414년에는 정도전이 편찬하려다가 중단한 《고려사》의 편찬 작업을 조준, 권근, 하륜 등에게 명하여 계속 하게 하였으며, 권근과 하륜에게는 삼국사도 새로이 편찬하도록 명하였다.

#### 집권 후반

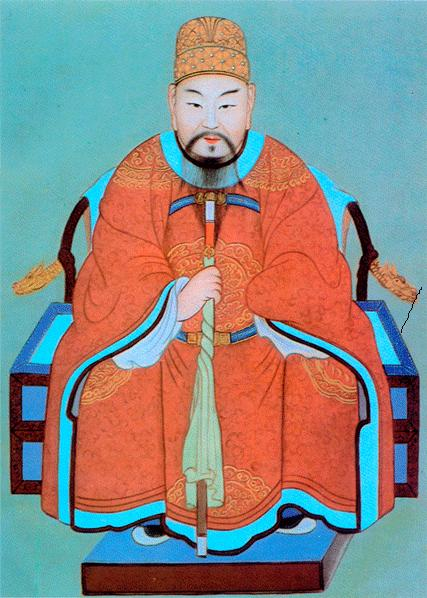
효령대군 (1396-1486)
----태종의 둘째 아들

1417년부터 퇴위 직전까지 그는 서운관(書雲觀)에 소장된 각종 예언 서적과 무속, 비기도참서를 혹세무민의 이유로 소각하도록 지시한다.
태종의 장남 양녕대군은 왕세자인데도 학문 연마를 게을리하고, 자유분방한 활동을 좋아했다. 양녕의 스승 계성군은 태종을 찾아와 수업의 불가함을 알렸다. 양녕대군은 각지에 기생들을 궁궐로 데려오기도 했는데, 태종은 양녕이 데려온 기생들을 곤장을 쳐서 궁궐 밖으로 내쫓기도 했다. 양녕은 그럴 때마다 부왕 태종이 후궁을 많이 거느린 것을 언급하며 항변했다. 양녕대군의 폐위가 유력시되자 효령대군은 더 글공부를 열심히 한다. 그러나 양녕대군이 부왕 태종과 모후 원경왕후가 충녕대군을 염두에 두고 있음을 효령대군에게 넌지시 일러주자, 실망한 효령대군은 불가에 관심을 갖다가 후일 불교에 귀의하게 되었다.
셋째 아들인 충녕대군은 눈병이 나고, 질환에 시달려 병석에 누우면서도 책을 옆에 끼고 있었다. 태종은 명하여 충녕이 책을 못보게 엄명을 내렸으나 충녕은 몰래 책을 숨겨놓고 병석에서도 책을 읽었다. 또한 병석에 누운 동생 성녕대군을 간호하는 모습이 태종에 눈에 들기도 했다.
1418년 태종은 양녕대군이 하루 종일 방탕한 생활만 일삼는다는 이유를 들어 왕세자에서 폐위할 것을 결심한다. 아내인 원경왕후와 상의 끝에 양녕을 폐세자 하기로 하자 신하들은 찬성하였고, 황희 등 소수만이 반대하였다. 6월, 태종은 양녕을 왕세자에서 폐위하고 셋째 아들인 충녕대군을 왕세자로 삼았다. 이 과정에서 양녕대군 폐위에 반발할 가능성도 있다고 생각되는 그의 장인 김한로 역시 외지로 유배보냈다.

#### 태종 우(雨)
《연려실기술》에는 태종의 최후에 대해 다음과 같은 이야기가 기록되어 있다.
태종 말년에 큰 가뭄이 닥쳤다. 충청도, 전라도, 경상도 지방의 논은 갈라졌고 밭은 타들어 갔으며 백성들은 풀뿌리로 먹을 것을 대신했다. 오랜 가뭄으로 민심은 날로 더욱 흉흉해져 갔고 백성들의 생활은 도탄에 빠져들었다. 처음에는 태종도 각 고을 관찰사들을 불러 민심을 수습하지 못하는 것을 꾸짖었으나 오랜 가뭄으로 곡식이 없고 설상가상으로 괴질까지 번지고 있다는 말을 듣자 태종은 가뭄 속 땡볕 아래 종일토록 앉아 하늘에 비를 내리게 해달라고 빌었다.
태종은 죽기 전까지도 기우를 위하여 노력하다가 승하하기 직전에 "내가 죽어 영혼이 있다면 반드시 이 날만이라도 비를 내리게 할 것이다."라고 말했다고 한다. 그 후 태종의 기일인 음력 5월 10일에는 어김없이 비가 내렸는데, 사람들은 이 비를 태종 우(太宗 雨)라고 불렀다.

### 퇴위와 죽음

#### 심온 제거
태종은 1418년 8월 10일, 옥새를 충녕에게 넘긴 뒤 수강궁으로 물러났다. 양위를 거두어달라는 청을 거절함으로써 왕위를 물려주고 상왕으로 물러났다. 재위한 지 17년 10개월 만의 일이었다. 그러나 상왕이 된 후에도 그는 4년간 줄곧 국정을 감독하였고, 병권과 인사권을 장악하였다. 1418년 11월 8일 '성덕신공상왕(聖德神功上王)'이라는 존호를 받았다. 1419년에는 둘째형 정종이 사망했는데, 《정종실록》은 태종 생전에 간행되지 못하고 태종이 죽은 뒤에 편찬, 간행되었다.
왕권을 물려준 태종은 줄곧 세종의 왕권 안정을 위해 노력하였다. 태종은 며느리 소헌왕후의 아버지 심온 등 외척세력을 숙청할 계획을 세웠다. 병조참판 강상인이 정무를 자신에게 보고하지 않고 세종에게 보고한 것을 빌미 삼아 그를 제거할 계획을 세웠고, 심온을 영의정부사에 임명한 뒤 명나라에 사신으로 보냈다. 그는 국문을 친히 주관하며 강상인에게서 심온의 이름이 거론되게 하였고, 심온이 돌아오기 전 강상인과 심정, 박습, 이관 등을 처형한다. 대질심문할 용의자나 증인도 없는 상태에서 심온은 사사되었다. 이후 소헌왕후가 역적의 딸이라는 이유로 폐출해야 된다는 주장이 나타났으나 아들인 세종 이도의 간청과 애원으로 소헌왕후에 관한 폐출 이야기를 그만두었다.

#### 최후
1421년 9월 7일 의정부에서 이미 상왕이었던 태종의 휘호(徽號)를 올릴 것을 청하여, 개국의 공을 인정받아 태상왕으로 진봉되어 9월 12일 '성덕신공태상왕(盛德神功太上王)'으로 존숭되었다. 7개월 후인 1422년 4월, 날씨가 화창하여 세종과 함께 철원의 고석정(高石亭) 근처에서 사냥을 하며 노루와 멧돼지를 한 마리씩 잡았고, 또 22일에는 다시 세종과 동교(東郊)에서 매사냥을 하다가 낙천정(樂天亭)에서 쉬기도 하였는데, 이날 태종은 환궁하였다가 자리에 눕게 되었다. 그리고 보름이 넘게 병석에 있다가 1422년 5월 10일, 천달방(泉達坊) 신궁(新宮)에서 세종, 양녕대군, 효령대군 등 아들들과 후궁 및 그 자식들, 그리고 신하들이 애통해 하는 가운데 56세를 일기로 승하하였다.

#### 묘호와 시호
묘호는 태종이며, 시호는 성덕신공문무광효대왕(聖德神功文武光孝大王)이다. 숙종과 고종 때 존호가 더해졌다. 최종 존시는 태종(太宗) 공정성덕신공건천체극대정계우문무예철성렬광효대왕(恭定聖德神功建天體極大正啓佑文武睿哲成烈光孝大王)이다.

## 가족 관계
|                 |                   | 출생                                                         | 사망                                                                  |
| --------------- | ----------------- | ------------------------------------------------------------ | --------------------------------------------------------------------- |
| 조선 제3대 국왕 | 태종대왕 太宗大王 | 1367년 6월 13일 (음력 5월 16일) 고려 동북면 함흥부 귀주 사제 | 1422년 5월 30일 (음력 5월 10일) (54세) 조선 한성부 연화방 수강궁 별전 |

|  |                        |  |  |  |  |  |  |  |  |  |  |  |  |  |  |  |
|  | 도조                   |  |  |  |  |  |  |  |  |  |  |  |  |  |  |  |
|  |                        |  |  |  |  |  |  |  |  |  |  |  |  |  |  |  |
|  |                        |  |  |  |  |  |  |  |  |  |  |  |  |  |  |  |
|  | 환조                   |  |  |  |  |  |  |  |  |  |  |  |  |  |  |  |
|  |                        |  |  |  |  |  |  |  |  |  |  |  |  |  |  |  |
|  |                        |  |  |  |  |  |  |  |  |  |  |  |  |  |  |  |
|  | 경순왕후 박씨          |  |  |  |  |  |  |  |  |  |  |  |  |  |  |  |
|  |                        |  |  |  |  |  |  |  |  |  |  |  |  |  |  |  |
|  |                        |  |  |  |  |  |  |  |  |  |  |  |  |  |  |  |
|  | 태조                   |  |  |  |  |  |  |  |  |  |  |  |  |  |  |  |
|  |                        |  |  |  |  |  |  |  |  |  |  |  |  |  |  |  |
|  |                        |  |  |  |  |  |  |  |  |  |  |  |  |  |  |  |
|  | 영흥부원군 최한기      |  |  |  |  |  |  |  |  |  |  |  |  |  |  |  |
|  |                        |  |  |  |  |  |  |  |  |  |  |  |  |  |  |  |
|  |                        |  |  |  |  |  |  |  |  |  |  |  |  |  |  |  |
|  | 의혜왕후 최씨          |  |  |  |  |  |  |  |  |  |  |  |  |  |  |  |
|  |                        |  |  |  |  |  |  |  |  |  |  |  |  |  |  |  |
|  |                        |  |  |  |  |  |  |  |  |  |  |  |  |  |  |  |
|  | 조선국대부인 이씨      |  |  |  |  |  |  |  |  |  |  |  |  |  |  |  |
|  |                        |  |  |  |  |  |  |  |  |  |  |  |  |  |  |  |
|  |                        |  |  |  |  |  |  |  |  |  |  |  |  |  |  |  |
|  | 태종                   |  |  |  |  |  |  |  |  |  |  |  |  |  |  |  |
|  |                        |  |  |  |  |  |  |  |  |  |  |  |  |  |  |  |
|  |                        |  |  |  |  |  |  |  |  |  |  |  |  |  |  |  |
|  | 안천부원군 한규인      |  |  |  |  |  |  |  |  |  |  |  |  |  |  |  |
|  |                        |  |  |  |  |  |  |  |  |  |  |  |  |  |  |  |
|  |                        |  |  |  |  |  |  |  |  |  |  |  |  |  |  |  |
|  | 안천부원군 한경        |  |  |  |  |  |  |  |  |  |  |  |  |  |  |  |
|  |                        |  |  |  |  |  |  |  |  |  |  |  |  |  |  |  |
|  |                        |  |  |  |  |  |  |  |  |  |  |  |  |  |  |  |
|  | 증 정경부인            |  |  |  |  |  |  |  |  |  |  |  |  |  |  |  |
|  |                        |  |  |  |  |  |  |  |  |  |  |  |  |  |  |  |
|  |                        |  |  |  |  |  |  |  |  |  |  |  |  |  |  |  |
|  | 신의왕후 한씨          |  |  |  |  |  |  |  |  |  |  |  |  |  |  |  |
|  |                        |  |  |  |  |  |  |  |  |  |  |  |  |  |  |  |
|  |                        |  |  |  |  |  |  |  |  |  |  |  |  |  |  |  |
|  | 신원려                 |  |  |  |  |  |  |  |  |  |  |  |  |  |  |  |
|  |                        |  |  |  |  |  |  |  |  |  |  |  |  |  |  |  |
|  |                        |  |  |  |  |  |  |  |  |  |  |  |  |  |  |  |
|  | 삼한국대부인 삭녕 신씨 |  |  |  |  |  |  |  |  |  |  |  |  |  |  |  |
|  |                        |  |  |  |  |  |  |  |  |  |  |  |  |  |  |  |
|  |                        |  |  |  |  |  |  |  |  |  |  |  |  |  |  |  |

|    |                                                   | 본관 | 생몰년          | 부모                                                                | 비고                                                                  |
| -- | ------------------------------------------------- | ---- | --------------- | ------------------------------------------------------------------- | --------------------------------------------------------------------- |
| 부 | 태조대왕 太祖大王 태조 고황제 太祖 高皇帝         | 전주 | 1335년 - 1408년 | 환조대왕 桓祖大王 의혜왕후 최씨 懿惠王后 崔氏                       | 조선의 초대 국왕 대한제국의 추존 황제                                 |
| 모 | 신의왕후 한씨 神懿王后 韓氏 신의고황후 神懿高皇后 | 안변 | 1337년 - 1391년 | 안천부원군 한경 安川府院君 韓卿 삼한국대부인 신씨 三韓國大夫人 申氏 | 절비 節妃 신의왕태후 神懿王太后 조선의 추존 왕후 대한제국의 추존 황후 |

|      | 시호                                | 본관 | 생몰년          | 부모                                                                | 비고                            |
| ---- | ----------------------------------- | ---- | --------------- | ------------------------------------------------------------------- | ------------------------------- |
| 왕비 | 원경왕후 민씨 후덕왕대비 厚德王大妃 | 여흥 | 1365년 - 1420년 | 여흥부원군 민제 驪興府院君 閔霽 삼한국대부인 송씨 三韓國大夫人 宋氏 | 정비 靜妃 원경왕태후 元敬王太后 |

| 작호 | 시호                        | 본관 | 생몰년          | 부모                              | 별칭                                | 비고                         |
| ---- | --------------------------- | ---- | --------------- | --------------------------------- | ----------------------------------- | ---------------------------- |
| 빈   | 명빈 김씨 明嬪 金氏         | 안동 | 미상 - 1479년   | 김구덕 金九德 영월 신씨 寧越 辛氏 |                                     | 문종의 폐세자빈 김씨의 고모  |
| 빈   | 의빈 권씨 懿嬪 權氏         | 안동 | 1384년 - 미상   | 권홍 權弘 경주 이씨 慶州 李氏     | 정의궁주 貞懿宮主                   |                              |
| 빈   | 효빈 김씨 孝嬪 金氏         | 미상 | 미상 - 1454년   | 미상                              | 효순궁주 孝順宮主                   | 고종 9년(1872년) 빈으로 추증 |
| 빈   | 신빈 신씨 信嬪 辛氏         | 영월 | 1377년 - 1435년 | 신영귀 辛永貴 미상                | 신녕옹주 信寧翁主 신녕궁주 信寧宮主 | 고종 9년(1872년) 빈으로 추증 |
| 빈   | 선빈 안씨 善嬪 安氏         | 순흥 | 미상 - 1468년   | 안의 安義 미상                    | 숙선옹주 淑善翁主                   | 고종 9년(1872년) 빈으로 추증 |
| 빈   | 소빈 노씨 昭嬪 盧氏         | 장연 | 미상 - 1479년   | 노구산 盧龜山 최씨 崔氏           | 소혜옹주 昭惠翁主 소혜궁주 昭惠宮主 | 고종 9년(1872년) 빈으로 추증 |
| 빈   | 정빈 고씨 貞嬪 高氏         | 미상 | 미상 - 1426년   | 미상                              | 궁인 고씨 宮人 高氏                 |                              |
| 숙의 | 숙의 최씨 淑儀 崔氏         | 미상 | 미상            | 미상                              |                                     |                              |
| 숙의 | 숙의 이씨 淑儀 李氏         | 미상 | 미상            | 미상                              |                                     |                              |
| 궁주 | 숙공궁주 김씨 淑恭宮主 金氏 | 청도 | 미상            | 김점 金漸 권씨 權氏               |                                     | 세종 3년(1421년) 폐출        |
| 궁주 | 의정궁주 조씨 義貞宮主 趙氏 | 한양 | 미상 - 1454년   | 조뇌 趙賚 미상                    |                                     |                              |
| 궁주 | 혜순궁주 이씨 惠順宮主 李氏 | 고성 | 미상 - 1438년   | 이운로 李云老 미상                |                                     |                              |
| 궁주 | 신순궁주 이씨 愼順宮主 李氏 | 성주 | 1390년 - 미상   | 이직 李稷 미상                    | 정민 正敏                           |                              |
| 옹주 | 덕숙옹주 이씨 德淑翁主 李氏 | 미상 | 미상            | 미상                              |                                     |                              |
| 옹주 | 혜선옹주 홍씨 惠善翁主 洪氏 | 미상 | 미상            | 미상                              | 가이옹주 加伊翁主 가희아 可喜兒     |                              |
| 옹주 | 순혜옹주 장씨 順惠翁主 張氏 | 안동 | 미상 - 1423년   | 장사길 張思吉 복덕 福德           |                                     |                              |
| 옹주 | 서경옹주 김씨 西京翁主 金氏 | 미상 | 미상            | 미상                              | 김영(金英)                          |                              |
| 궁인 | 궁인 김씨 宮人 金氏         | 미상 | 미상            | 미상                              |                                     |                              |
| 궁인 | 궁인 이씨 宮人 李氏         | 미상 | 미상            | 미상                              |                                     |                              |

| 군호 | 군호                                | 이름  | 생몰년          | 생모          | 배우자                                              | 비고                     |
| ---- | ----------------------------------- | ----- | --------------- | ------------- | --------------------------------------------------- | ------------------------ |
| 1    | ▨▨대군 ▨▨大君                       |       | 미상            | 원경왕후 민씨 |                                                     |                          |
| 2    | ▨▨대군 ▨▨大君                       |       | 미상            | 원경왕후 민씨 |                                                     |                          |
| 3    | ▨▨대군 ▨▨大君                       |       | 미상            | 원경왕후 민씨 |                                                     |                          |
| 4    | 양녕대군 讓寧大君 폐세자 廢世子     | 제 禔 | 1394년 - 1462년 | 원경왕후 민씨 | 수성부부인 김씨 隨城府夫人 金氏 숙빈 김씨 淑嬪 金氏 | 태종 18년(1418년) 폐세자 |
| 5    | 효령대군 孝寧大君                   | 보 𥙷 | 1396년 - 1486년 | 원경왕후 민씨 | 예성부부인 정씨 蘂城府夫人 鄭氏                     |                          |
| 6    | 세종대왕 世宗大王 충녕대군 忠寧大君 | 도 祹 | 1397년 - 1450년 | 원경왕후 민씨 | 소헌왕후 심씨 昭憲王后 沈氏                         | 제4대 국왕               |
| 7    | ▨▨군 ▨▨君                           |       | 1400년 - 1401년 | 미상          |                                                     |                          |
| 8    | ▨▨군 ▨▨君                           |       | 1403년 - 1404년 | 미상          |                                                     |                          |
| 9    | 경녕군 敬寧君                       | 비 裶 | 1395년 - 1458년 | 효빈 김씨     | 청원군부인 김씨 淸原郡夫人 金氏                     |                          |
| 10   | 함녕군 諴寧君                       | 인 䄄 | 1403년 - 1467년 | 신빈 신씨     | 군부인 최씨 郡夫人 崔氏                             |                          |
| 11   | 성녕대군 誠寧大君                   | 종 褈 | 1405년 - 1418년 | 원경왕후 민씨 | 삼한국대부인 성씨 三韓國大夫人 成氏                 |                          |
| 12   | 온녕군 溫寧君                       | 정 䄇 | 1407년 - 1454년 | 신빈 신씨     | 익산군부인 박씨 益山郡夫人 朴氏                     |                          |
| 13   | 혜령군 惠寧君                       | 지 祉 | 1407년 - 1440년 | 선빈 안씨     | 낙안군부인 윤씨 樂安郡夫人 尹氏                     |                          |
| 14   | 근녕군 謹寧君                       | 농 禯 | 1411년 - 1461년 | 정빈 고씨     | 태안군부인 허씨 泰安郡夫人 許氏                     |                          |
| 15   | ▨▨대군 ▨▨大君                       |       | 1412년 - 1412년 | 원경왕후 민씨 |                                                     |                          |
| 16   | 희령군 熙寧君                       | 타 𥙇 | 1412년 - 1465년 | 숙의 최씨     | 군부인 신씨 郡夫人 申氏 군부인 신씨 郡夫人 申氏     |                          |
| 17   | 후령군 厚寧君                       | 간 𥘏 | 1419년 - 1450년 | 숙의 이씨     | 군부인 신씨 郡夫人 申氏                             |                          |
| 18   | 익녕군 益寧君                       | 치 袳 | 1422년 - 1464년 | 선빈 안씨     | 군부인 박씨 郡夫人 朴氏                             |                          |

| 작호 | 작호              | 생몰년          | 생모          | 배우자                              | 비고                                  |
| ---- | ----------------- | --------------- | ------------- | ----------------------------------- | ------------------------------------- |
| 1    | 정순공주 貞順公主 | 1385년 - 1460년 | 원경왕후 민씨 | 청평부원군 이백강 淸平府院君 李伯剛 |                                       |
| 2    | 경정공주 慶貞公主 | 1387년 - 1455년 | 원경왕후 민씨 | 평양부원군 조대림 平壤府院君 趙大臨 |                                       |
| 3    | 경안공주 慶安公主 | 1393년 - 1415년 | 원경왕후 민씨 | 길창군 권규 吉昌君 權跬             |                                       |
| 4    | 옹주 ▨▨翁主       | 1400년 - 1402년 | 숙의 최씨     |                                     |                                       |
| 5    | 정선공주 貞善公主 | 1404년 - 1424년 | 원경왕후 민씨 | 의산군 남휘 宜山君 南暉             | 남이의 할머니이자 신사임당의 외고조모 |
| 6    | 정혜옹주 貞惠翁主 | 미상 - 1424년   | 의빈 권씨     | 운성군 박종우 雲城君 朴從愚         |                                       |
| 7    | 정신옹주 貞信翁主 | 미상 - 1452년   | 신빈 신씨     | 영평위 윤계동 鈴平尉 尹季童         |                                       |
| 8    | 정정옹주 貞靜翁主 | 1410년 - 1456년 | 신빈 신씨     | 한원군 조선 漢原君 趙璿             |                                       |
| 9    | ▨▨옹주 ▨▨翁主     | 1412년 - 1414년 | 미상          |                                     |                                       |
| 10   | 숙정옹주 淑貞翁主 | 미상            | 신빈 신씨     | 일성군 정효전 日城君 鄭孝全         | 성종 20년(1489년) 이후 사망           |
| 11   | 숙혜옹주 淑惠翁主 | 1413년 - 1464년 | 소빈 노씨     | 성원위 이정녕 星原尉 李正寧         |                                       |
| 12   | 숙녕옹주 淑寧翁主 | 미상            | 신빈 신씨     | 파성군 윤우 坡城君 尹愚             |                                       |
| 13   | 소신옹주 昭信翁主 | 미상 - 1437년   | 신빈 신씨     | 유천군 변효순 柔川君 邊孝順         |                                       |
| 14   | 경신옹주 敬愼翁主 | 미상            | 선빈 안씨     | 전의군 이완 全義君 李梡             | 성종 11년(1480년) 이후 사망           |
| 15   | 소숙옹주 昭淑翁主 | 미상 - 1456년   | 신빈 신씨     | 해평위 윤연명 海平尉 尹延命         |                                       |
| 16   | 숙안옹주 淑安翁主 | 미상 - 1464년   | 선빈 안씨     | 회천군 황유 懷川君 黃裕             |                                       |
| 17   | 숙근옹주 淑謹翁主 | 미상 - 1450년   | 궁인 김씨     | 화천군 권공 花川君 權恭             |                                       |
| 18   | 숙경옹주 淑慶翁主 | 1420년 - 1494년 | 신빈 신씨     | 파평위 윤암 坡平尉 尹巖             |                                       |
| 19   | 숙순옹주 淑順翁主 | 미상 - 1481년   | 궁인 이씨     | 파원위 윤평 坡原尉 尹泙             |                                       |

## 능묘

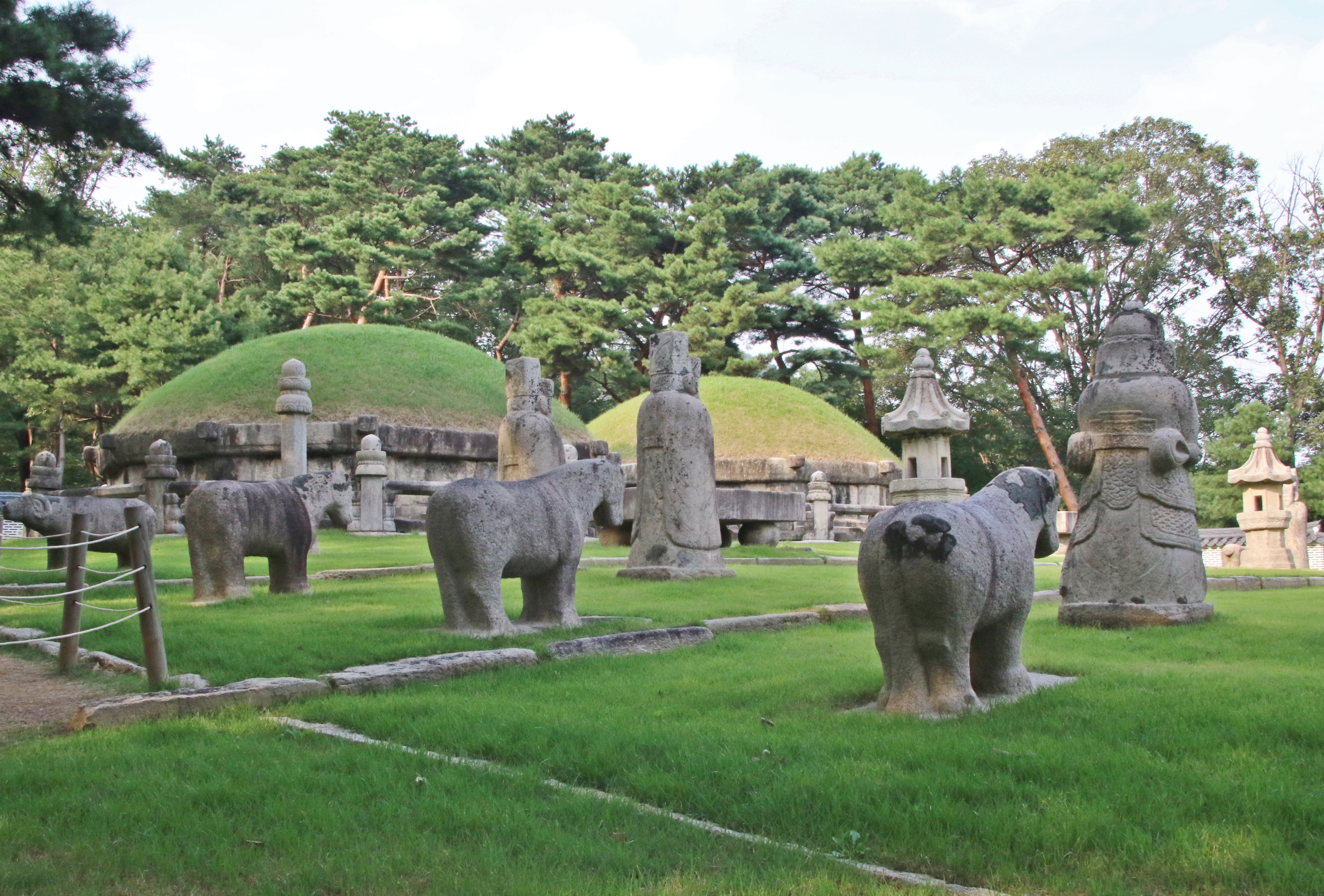
태종이 묻힌 헌릉

태종은 1422년 9월 6일 광주(廣州) 서대모산(西大母山)에 원경왕후와 합장되었다가 후에 천장(遷葬)하였다. 능호는 헌릉(獻陵)이며 서울특별시 서초구 내곡동에 있다. 원경왕후의 능과 함께 쌍릉으로 조성되어 있다. 인근에는 순조와 순원왕후의 능인 인릉(仁陵)이 위치해 있다. 헌릉은 인릉과 함께 대한민국 사적 제194호로 지정되었다.

## 태종이 등장하는 작품
| 연도          | 방송사      | 제목          | 배우   |
| ------------- | ----------- | ------------- | ------ |
| 1974년        | KBS         | 세종대왕      | 남성우 |
| 1976년        | KBS         | 황희 정승     | 남성우 |
| 1978년        | MBC         | 연지          | 정욱   |
| 1983년        | KBS         | 개국          | 임혁주 |
| 1983년        | MBC         | 추동궁 마마   | 이정길 |
| 1983년        | MBC         | 뿌리깊은 나무 | 이정길 |
| 1996년~1998년 | KBS1        | 용의 눈물     | 유동근 |
| 2008년        | KBS1 · KBS2 | 대왕 세종     | 김영철 |
| 2011년        | SBS         | 뿌리깊은 나무 | 백윤식 |
| 2012년~2013년 | SBS         | 대풍수        | 최태준 |
| 2014년        | KBS1        | 정도전        | 안재모 |
| 2014년~2015년 | JTBC        | 하녀들        | 안내상 |
| 2015년~2016년 | SBS         | 육룡이 나르샤 | 유아인 |
| 2016년        | KBS1        | 장영실        | 김영철 |
| 2019년        | JTBC        | 나의 나라     | 장혁   |
| 2021년        | SBS         | 조선구마사    | 감우성 |
| 2021년~2022년 | KBS1        | 태종 이방원   | 주상욱 |

| 연도   | 제목              | 배우   |
| ------ | ----------------- | ------ |
| 2012년 | 나는 왕이로소이다 | 박영규 |
| 2015년 | 순수의 시대       | 장혁   |

### 서적
- 《태종, 조선의 길을 열다》 저자 이한우. 2005.11.1. 해냄출판사
- 《이방원전》 이정근. 가람기획, 2008.5.5. ISBN 978-89-8435-283-4(04810)

## 평가
이성계의 아들 중 가장 영민하고 대범하고 냉철하였다. 이는 빛나는 다음 시대를 열기 위한 일이라면 어떠한 악업(惡業)도 마다하지 않는 모습으로 이어졌고 이를 통해 조선을 탄탄한 기반 위에 올려놓을 수 있었다는 평가가 있다. 그리고 손자인 세조와 놀랍도록 유사한 점이 많다. 군왕의 권력이 신하의 권력보다 우위여야 한다고 평생을 믿었던 인물이다. 훗날 세조와 비교해 볼 때, 쿠데타로 즉위한 인물로서의 공통점은 있지만, 사후 처리에 있어 차이를 보인다. 즉, 세조는 왕위 등극 후에 공신을 우대해 줘서 이들에게 공을 치하했지만, 태종은 반대로 공신을 비롯하여 왕실의 종친들마저 처형하는 등, 후계자의 후환을 미리 제거하였다. 태종의 뒤를 이은 세종은 이 덕분에 강력한 왕권을 지닌 왕이 된다.

## 기타

### 숭유억불 정책
태종은 집권 직후 종교문제에도 개입하였다. 그 자신이 성리학을 수학한 인물이었지만, 새 왕조 체제에는 새로운 이념이 필요하다고 판단되어 불교에 대한 억압정책을 한층 강화한다. 1406년 사원혁파를 단행하고, 사찰에 소속된 노비와 전답을 압수하였으며, 승려들 역시 천인으로 취급하였다. 이로써 얻어진 노비와 전토를 국고에 강제 환속시켰다.
도교에도 부정적이었던 그는 1417년부터는 서운관(書雲觀)에 소장된 각종 비기도참서와 예언서들, 무속 관련 서적들을 소각하도록 한다.

### 정종과 유사한 시호
태종의 시호는 공정(恭定)으로 형인 정종의 시호 공정(恭靖)과 유사하여 혼선을 빚기도 했다. 또한 형 정종은 그에게 양위를 했음에도 정식 군주로 인정받지도 못하다가 숙종 때인 1681년(숙종 7년)에 가서 정종의 묘호를 받는다.

### 정릉 수난
왕자의 난으로 권력을 장악하고 왕이 된 신의왕후 소생의 다섯째 왕자인 태종 이방원은, 정릉 파괴와 이전을 지시했다. 자신의 소생인 어린 막내를 왕세자로 내세운 신덕왕후를 태조 사후 후궁으로 격하시켰다.
태조 초 자신이나 동복 형제를 제치고 이복 동생인 의안대군 등을 세자로 세운 것에 불만을 품은 태종은 계모 신덕왕후 강씨의 능에 분풀이를 한다. 태조는 신덕왕후가 죽자 자신의 신후지지도 미리 옆에 마련하고 한성부의 중심에 안장하고 정릉(貞陵)이라 하였다. 신덕왕후가 죽자 태조는 몹시 애통해하며 그녀의 명복을 빌기 위해 능 옆에 조그만 암자를 지어 매일 아침과 저녁마다 향차를 바치게 하다가 다시 1년 간의 공사를 거쳐 흥천사(興天寺)를 지어주기도 하였다.
그러나 태종은 부왕의 능을 경기도 양주군 구리에 안장하고, 태조가 특별히 가까이 정동에 두었던 신덕왕후의 능 정릉(貞陵)은 도성 밖으로 이장을 명한다. 이장하면서 흥천사(興天寺)를 폐쇄했고, 신덕왕후의 능에 있던 석상과 석물을 철거하고 1409년(태종 9) 당시 사대문 밖 경기도 양주 지역이던 현 위치(서울 성북구)로 이장한다.
태조가 특별히 가까이 정동에 두었던 신덕왕후의 능 정릉(貞陵)을 1409년(태종 9) 당시 사대문 밖 경기도 양주 지역이던 현 위치(서울 성북구)로 이장했고, 묘에는 묘의 봉분을 완전히 깎아 무덤의 흔적을 남기지 말도록 명했으며, 또한 신덕왕후 능의 석상과 석물을 다리 교각으로 만들었다. 능침 앞에 세워진 정자각은 헐어버린 뒤 1410년 광통교가 홍수에 무너지자 능의 정자각 석물을 광통교를 보수하는 데 사용하게 하여 온 백성이 이것을 밟고 지나가도록 했다. 제례에서도 신덕왕후에게 올리는 제례도 왕비로서가 아닌 후궁의 예로 올렸다. 그녀의 묘소가 훼철되는 날 많은 비가 쏟아졌으며 하늘에서는 울음 소리가 들렸다고 한다.
태종은 부왕 이성계가 세상을 떠나자 신덕왕후를 후궁으로 강등하고 정릉을 도성 밖 양주군 성북면 사한리(현재의 서울 성북구 정릉동)에 천장하라 명했다. "옛 제왕의 능묘가 모두 도성 밖에 있는데 지금 정릉이 성안에 있는 것은 적당하지 못하고 또 사신이 묵는 관사와 가까우니 도성 밖으로 옮기도록 하소서."라는 의정부의 주청을 가납하는 형식을 취했지만 이는 태종의 의지였다.
태종은 삼사와 언관들에게 비밀리에 신덕왕후의 왕릉이 도성 밖에 있는 것이 옳은가를 묻기도 했다. 파헤쳐진 정릉의 병풍석과 난간석은 홍수로 무너진 광통교 복구 에 쓰였으며 목재는 태평관 건축에 사용되었다. 신덕왕후의 능 앞에 세워진 원찰 역시 붕괴되어 재목으로 쓰인다.
이러한 곡절은 기록으로 전해져오다가 청계천을 복원하는 과정에서 병풍석이 발견되면서 그 사실이 밝혀졌다. 사한리 골짜기에 있는 정릉이 비로소 세상에 알려진 것은 172년만인 1581년(선조 14년)이었다. 덕원에 사는 강순일이 임금이 행차하는 수레 앞에 나아가 격쟁한 것이다.
| “ | 저는 판삼사사 강윤성의 후손입니다. 지금 군역에 배정되어 있으니 국묘를 봉사하는 사람들은 군역을 면제하는 전례에 따라주소서 | ” |
|   | — 《연려실기술》 |   |

당시 태조의 부모를 비롯한 4대 조상의 묘가 함흥에 있었다. 조정에서는 사람을 정해 묘를 돌보게 하고, 그 사람의 신분을 국묘봉사자(國墓奉祠者)라 하여 군역을 면제해주었다. 즉 조선 최초의 왕비 묘를 돌보고 있으니 군역을 면제해달라는 조심스러운 복위 제청이었던 것이다. 이렇게 불거진 신덕왕후 복위 문제는 왕대를 이어가며 논의를 거듭한 끝에 1669년(현종 10년) 우암 송시열에 의해 마침표가 찍혔다.

### 신덕왕후 강등
태종은 계모인 신덕왕후를 왕후가 아닌 후궁으로 격하시켰다. 종묘의 제례에서도 신덕왕후에게 올리는 제례도 왕비로서가 아닌 후궁의 예로 올렸다. 동시에 태종은 적서 차별법을 발표하여 서자들의 관직 기회를 차단한다. 신덕왕후는 사후 250여년이 지난 1669년(현종 10년) 음력 8월 5일에야 송시열의 주도로 지위가 왕비로 복위된다.
| “ | 태종대왕께서는 성대한 덕과 순일한 효성이 천고에 탁월하시니 요임금이 전하듯, 순임금이 이어받듯 질서가 정연하다고 사변에 대처할 방법이 없었으나 유독 신덕왕후에 대해서만 능침의 의절에 손상이 있고 배향하는 예가 오래도록 결손되었습니다. 이는 당시의 예관이 예의 참뜻을 몰라 이렇게 된 것에 불과합니다. | ” |

형식은 송시열의 상소를 현종이 받아들이는 것이었다. 그 과정에서 태종의 잘못된 조치를 바로잡는다고 할 수 없으니 모든 죄는 당시 태종을 보필했던 신하가 뒤집어 쓸 수 밖에 없었다. 이로써 신덕왕후는 복위되어 종묘에 모셔지고 정릉은 왕릉으로서의 상설을 갖추게 되었다. 88년간 이어져온 논쟁이었다. 신덕왕후가 왕비로 복귀되는 날에도 엄청난 비가 왔는데, 백성들은 그의 원혼이 흘리는 눈물이라 하였다.

### 서얼 관리 규정
태종이 정비한 서얼 금고령과 적서 제도는 사실 조선 이전 시대 부터 존재하던 서얼 금고령과 적서 제도를 그대로 유지만 한 것에 불과하다. 오히려 태종은 서얼 금고령과 적서 제도를 규정하기 전에 한품 서용제를 실시하여 서얼들에게 관직 등용의 기회를 어느 정도 제공하여 서얼 차별 완화를 시작한 군주였다.

### 코끼리 일화
재위 11년인 1411년 2월 22일, 일본왕 원의지(源義持, 실제로는 무로마치 막부의 쇼군 아시카가 요시모치(足利義持)가 코끼리를 바쳤다. 이는 기록 상으로 한반도에 처음으로 들어온 코끼리였다. 태종은 이를 사복시(司僕寺)에서 기르게 했다. 이듬해 12월 10일, 전 공조전서 이우(李瑀)가 코끼리를 보고 침을 뱉었는데, 코끼리가 노하여 이우를 밟아 죽인 사건이 벌어졌다. 1413년 병조판서 유정현(柳廷顯)이 진언을 올려 일본에서 바친 코끼리를 전라도 해도(海島)에 두길 청하니, 태종이 이를 받아들였다. 귀양 간 코끼리가 풀을 먹지 않고 날로 수척해진다는 보고가 올라오자 1414년 5월 3일 태종은 코끼리를 다시 육지로 불러오게 했다.
이 코끼리는 세종 때까지 살았는데, 상왕이었던 태종은 1420년 12월 28일 전라도 관찰사가 코끼리를 기르는 것이 어렵다는 계를 올리자 전라도, 충청도, 경상도에서 이를 돌아가며 키우도록 했다. 이듬해인 1421년에는 충청도 공주에 가 있던 코끼리가 기르는 사람을 죽이는 일이 또 발생했는데, 이후에는 이 코끼리에 대한 기록이 나오지 않는다

## 같이 보기
- 혼일강리역대국도지도(1402년)
- 조선왕조실록
  - 태조실록
  - 정종실록
  - 태종실록
  - 세종실록
- 조선 왕 가계도
- 제1차 왕자의 난
- 제2차 왕자의 난
- 세종
- 공도 정책

## 주해
1. ↑  신궁(창경궁)의 원래 이름은 수강궁으로 세종이 즉위하면서 상왕인 태종을 모시기 위하여 지은 것이다. 그 후 성종 14년(1483년) 세 대비를 모시기 위하여 새로 중건하고 이름을 창경궁으로 바꾸었다.[18]